# Gebel Barkal
Gebel Barkal (àrab: جبل البركل, Jabal al-Barkal) és un jaciment arqueològic que correspondria al lloc sagrat del Regne de Napata, en una petita muntanya no gaire lluny al nord de la ciutat, a la mateixa banda de riu Nil. El nom antic no es coneix. Pertany al Sudan i és prop de la ciutat de Karima. El seu nom vol dir ‘muntanya pura’. Està inscrit a la llista del Patrimoni de la Humanitat de la UNESCO des del 2003.
Vers el 1450 aC, l'exèrcit de Tuthmosis III va arribar a la zona del Gebel Barkal, on es va fundar Napata, i Egipte es va estendre encara una mica més seguint el riu. La regió va pertànyer a Egipte durant uns 200 anys i després fou capçalera d'un regne autòcton successor de Kerma. Els reis de Napata residien al Gebel Barkal, on s'han trobat tretze temples i tres palaus. També hi hagué unes piràmides meroítiques i capelles dedicades a Amon. S'hi han trobat dues esteles: la de Tuthmosis III (de la dinastia XVIII) i la d'Harsiotef (de la dinastia XXII). Al peu de la muntanya, el rei d'Egipte i Napata, Taharqa, va erigir un temple anomenat el Thiphonium perquè estava decorat amb figures de tifons (Tifó és el monstre grec de les tempestes i volcans).
Els temples principals a part del Thyphonium, foren el d'Amon, fundat per Tutankhamon, i més tard reconstruït amb la XXV dinastia, que és tan gran com el de Karnak; el d'Amon i Mut, al costat de l'anterior, construït per Taharqa; el temple de Mut, també construït per Taharqa, però tallat sobre la roca de la muntanya i amb nombroses representacions d'Hathor, Mut i Tefnut; i el de Natakami, construït pel rei Natakami (1-20 dC) al costat d'un palau reial més antic.
Les restes ja havien estat detectades vers el 1825, però les excavacions les va fer George Reisner el 1916.